# Santa Coloma de Salses

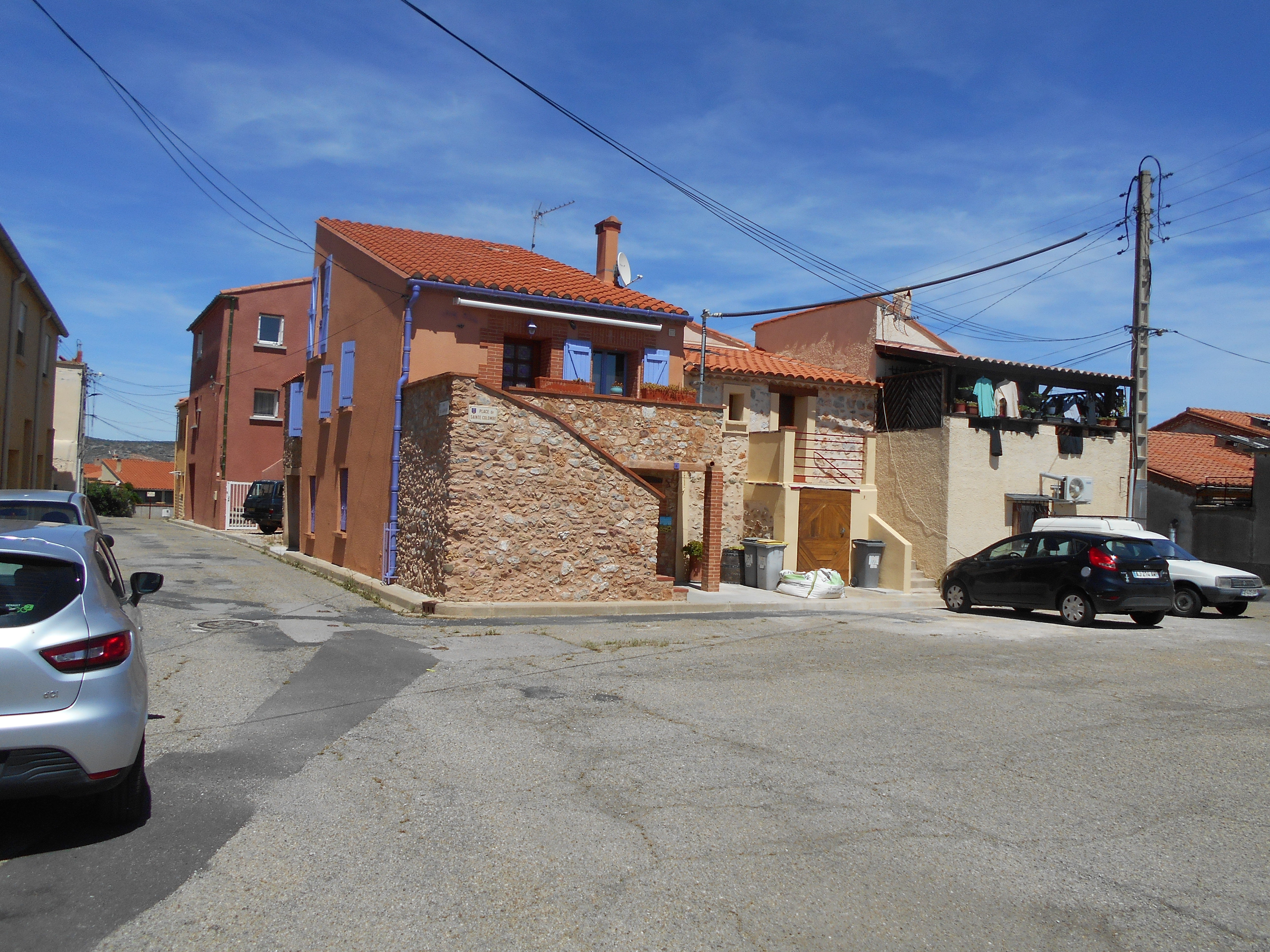
El poble de Santa Coloma de Salses

Santa Coloma de Salses o, simplement, Santa Coloma, és un poble del terme comunal de Salses, a la comarca del Rosselló, de la Catalunya Nord.
Està situat just a migdia de la vila de Salses, a la riba meridional del Còrrec de Santa Coloma. Actualment forma un contínuum amb el nucli urbà de la vila de Salses.